# Kampfgeschwader 60
Kampfgeschwader 60 (dobesedno slovensko: Bojni polk 60; kratica KG 60) je bil bombniški letalski polk (Geschwader) v sestavi nemške Luftwaffe med drugo svetovno vojno.

## Organizacija
- štab
- I. skupina
- II. skupina
- III. skupina

## Vodstvo polka
Poveljniki polka (Geschwaderkommodore)
- Major Dietrich Peltz: 1. avgust 1942
- Major Brand: oktober 1942